# Världscupen i nordisk kombination 2006/2007
Världscupen i nordisk kombination 2006/2007 var ett multitävlingsevenemang inom nordisk kombination som hölls 25 november 2006-18 mars 2007. Organisatör var FIS.

## Tävlingskalender

### Herrar
| Datum                           | Plats                          | Disc.            | Etta                                                                 | Tvåa                                                                    | Trea                                                       |
| 25 november 2006                | Kuusamo, Finland               | Gundersen        | Jason Lamy Chappuis                                                  | Hannu Manninen                                                          | Sebastian Haseney                                          |
| 26 november 2006                | Kuusamo, Finland               | Sprint           | Avbrutet på grund av dåliga väderförhållanden.                       | Avbrutet på grund av dåliga väderförhållanden.                          | Avbrutet på grund av dåliga väderförhållanden.             |
| 2 december 2006                 | Lillehammer, Norge             | Gundersen        | Magnus Moan                                                          | Sebastian Haseney                                                       | Hannu Manninen                                             |
| 3 december 2006                 | Lillehammer, Norge             | Sprint           | Christoph Bieler                                                     | Anssi Koivuranta                                                        | Maxime Laheurte                                            |
| 16 december 2006                | Ramsau am Dachstein, Österrike | Masstart         | Christoph Bieler                                                     | Anssi Koivuranta                                                        | Maxime Laheurte                                            |
| 17 december 2006                | Ramsau am Dachstein, Österrike | Sprint           | Magnus Moan                                                          | Jason Lamy Chappuis                                                     | Ronny Ackermann                                            |
| 30 december 2006                | Ruhpolding, Tyskland           | Gundersen        | Hannu Manninen                                                       | Sebastian Haseney                                                       | Ronny Ackermann                                            |
| 3 januari 2007                  | Ruhpolding, Tyskland           | Lagsprint        | Finland I Anssi Koivuranta Hannu Manninen                            | Tyskland I Ronny Ackermann Sebastian Haseney                            | Österrike I Mario Stecher Christoph Bieler                 |
| 6 januari 2007                  | Oberstdorf, Tyskland           | Gundersen        | Felix Gottwald                                                       | Hannu Manninen                                                          | Sebastian Haseney                                          |
| 13 januari 2007                 | Val di Fiemme, Italien         | Masstart         | Christoph Bieler                                                     | Felix Gottwald                                                          | Jason Lamy Chappuis                                        |
| 14 januari 2007                 | Val di Fiemme, Italien         | Lag              | Finland Ville Kähkönen Jaakko Tallus Anssi Koivuranta Hannu Manninen | Österrike Christoph Bieler Bernhard Gruber Felix Gottwald Mario Stecher | Norge Håvard Klemetsen Espen Rian Petter Tande Magnus Moan |
| 20 januari 2007                 | Seefeld in Tirol, Österrike    | Sprint           | Felix Gottwald                                                       | Jason Lamy Chappuis                                                     | Magnus Moan                                                |
| 21 januari 2007                 | Seefeld in Tirol, Österrike    | Gundersen        | Avbrutet                                                             | Avbrutet                                                                | Avbrutet                                                   |
| 27 januari 2007 28 januari 2007 | Harrachov, Tjeckien            | Gundersen Sprint | Avbrutet                                                             | Avbrutet                                                                | Avbrutet                                                   |
| 3 februari 2007                 | Zakopane, Polen                | Masstart         | Hannu Manninen                                                       | Jaakko Tallus                                                           | Björn Kircheisen                                           |
| 3 februari 2007                 | Zakopane, Polen                | Sprint           | Björn Kircheisen                                                     | Hannu Manninen                                                          | Magnus Moan                                                |
| 9 mars 2007                     | Lahtis, Finland                | Gundersen        | Bill Demong                                                          | Sebastian Haseney                                                       | Hannu Manninen                                             |
| 10 mars 2007                    | Lahtis, Finland                | Sprint           | Björn Kircheisen                                                     | Felix Gottwald                                                          | Jason Lamy Chappuis                                        |
| 17 mars 2007                    | Oslo, Norge                    | Gundersen        | Avbrutet                                                             | Avbrutet                                                                | Avbrutet                                                   |
| 18 mars 2007                    | Oslo, Norge                    | Sprint           | Jason Lamy Chappuis                                                  | Felix Gottwald                                                          | Bill Demong                                                |

## Herrarnas resultat
18 mars 2007
| Pos. |                     | Poäng |
| ---- | ------------------- | ----- |
| 1.   | Hannu Manninen      | 765   |
| 2.   | Jason Lamy Chappuis | 696   |
| 3.   | Magnus Moan         | 684   |
| 4.   | Christoph Bieler    | 679   |
| 5.   | Felix Gottwald      | 652   |
| 6.   | Björn Kircheisen    | 494   |
| 7.   | Anssi Koivuranta    | 484   |
| 8.   | Sebastian Haseney   | 474   |
| 9.   | Ronny Ackermann     | 423   |
| 10.  | Petter Tande        | 406   |
| 11.  | Bill Demong         | 403   |
| 12.  | Mario Stecher       | 312   |
| 13.  | Jaakko Tallus       | 274   |
| 14.  | Espen Rian          | 253   |
| 15.  | Maxime Laheurte     | 243   |